# The Eternal Idol
The Eternal Idol (с англ. — «Вечный идол») — тринадцатый студийный альбом британской рок-группы Black Sabbath, записывавшийся в студиях AIR Montserrat (Монтсеррат), AIR Lyndhurst Hall — Hampstead (Лондон) и Battery Studios (Лондон). Издан Vertigo Records в 1987 году.

## История создания
Альбом The Eternal Idol стал первой работой группы с участием вокалиста Тони Мартина, который заменил Рэя Гиллена, покинувшего группу вскоре после сессий в студии AIR Montserrat. В 2010 году версия альбома с вокалом Гиллена была официально переиздана в серии Deluxe Edition.
Работа над альбомом началась в 1986 году в студии звукозаписывающей компании Associated Independent Recording на острове Монтсеррат (AIR Montserrat) с продюсером Джеффом Гликсманом.
В ходе этих сессий группу покинул бас-гитарист Дэйв Спитц. Партии бас-гитары были перезаписаны Бобом Дэйсли. Он же создал большую часть текстов песен в альбоме, однако ушёл из группы вместе с Эриком Сингером ещё до выхода альбома в свет. Джефф Гликсман также прекратил сотрудничество с группой. К работе был привлечён новый продюсер — Вик Копперсмит-Хевен, однако и он не довёл процесс создания альбома до конца. По завершении сессий в Air Studios группу покинул вокалист Рэй Гиллен.
Сессии возобновились в январе 1987 года в Battery Studios в Лондоне с продюсером Крисом Цангаридисом. Вокальные партии были полностью перезаписаны Тони Мартином. Тем не менее, по словам самого Мартина, в официальную версию альбома с его вокалом вошёл фрагмент из вокальной партии, записанной ещё Рэем Гилленом — в композиции «Nightmare» звучит смех Гиллена.
В оформлении обложки альбома использовано изображение скульптуры «Вечный идол» (англ. The Eternal Idol), созданной Огюстом Роденом в 1889 году. Поскольку музыканты не могли получить разрешение на использование фотографии оригинальной скульптуры, они прибегли к имитации — для обложки диска снялись живые обнажённые модели, которые по окончании фотосессии были отправлены в больницу из-за токсического воздействия покрывавшей их краски.
Композиция «Black Moon» была позже перезаписана для альбома Headless Cross.
Альбом занял 168 место в хит-параде Billboard 200.
В поддержку альбома был снят видеоклип «The Shining». На видео место за барабанами занимает Терри Чаймс. При оформлении буклета в издании Deluxe Edition 2010 года фотографии музыкантов частично взяты из этого клипа, поэтому на девятой странице буклета вместе с фотографиями участников коллектива размещена фотография неизвестного бас-гитариста, который снимался в видео, но не был при этом членом группы Black Sabbath и не принимал никакого участия в работе над альбомом.
Покинувшие группу в ходе работы над альбомом Эрик Сингер, Дейв Спитц, Боб Дэйсли, а также сессионный музыкант Бив Бивэн — ударник Electric Light Orchestra, не принимали участия в концертном туре, проходившем в поддержку альбома The Eternal Idol в 1987 году. В ходе тура на ударных играл Терри Чаймс, бывший участник группы The Clash, а на бас-гитаре — Джо Барт.
Альбом был переиздан 1 ноября 2010 в Европе как сет из 2-х дисков. В этом издании на первый диск добавлены песни «Some Kind of Woman» и «Black Moon», ранее опубликованные на стороне Б сингла «The Shining».
Дополнительный диск содержит версию альбома, записанную с вокалом Рэя Гиллена.

## Список композиций
Авторство в альбоме обозначено: «Все песни написаны Тони Айомми» (англ. All songs written by Tony Iommi), но тексты песен были написаны в основном Бобом Дэйсли при участии Джеффа Николса.
Песня «The Shining» — результат переработки черновой версии композиции «No Way Out», записанной в 1984—1985 годах с вокалистом Дэвидом Донато.

### Оригинальный диск
Сторона 1
1. «The Shining» — 5:59
2. «Ancient Warrior» — 5:28
3. «Hard Life to Love» — 5:00
4. «Glory Ride» — 4:49

Сторона 2
1. «Born to Lose» — 3:43
2. «Nightmare» — 5:19
3. «Scarlet Pimpernel» — 2:05 (инструментальная)
4. «Lost Forever» — 4:03
5. «Eternal Idol» — 6:33

### На издании Deluxe Edition 2010 года
1. «Black Moon» — ранее выпускалась на сингле The Shining
2. «Some Kind of Woman» — ранее выпускалась на сингле The Shining

### Диск 2 издание Deluxe Edition 2010 года
1. «Glory Ride»
2. «Born to Lose»
3. «Lost Forever»
4. «Eternal Idol»
5. «The Shining»
6. «Hard Life to Love»
7. «Nightmare»
8. «Ancient Warrior»

## Участники записи
- Тони Айомми: гитара
- Тони Мартин: вокал — только на оригинальном диске 1
- Боб Дэйсли: бас-гитара
- Эрик Сингер: ударные
- Джефф Николс : клавишные
- Бив Бивэн: цимбалы на песнях «Scarlet Pimpernel» и «Eternal Idol»
- Рэй Гиллен: вокал — только на диске 2 издания 2010 года Deluxe Edition